# Krásný Dvůr
Krásný Dvůr (deutsch Schönhof) ist eine Gemeinde in Tschechien im  Okres Louny.

## Geographie
Das Dorf  befindet sich am östlichen Fuße des Duppauer Gebirges am Übergang zum Saazer Becken,  fünf Kilometer nordwestlich von Podbořany  (Podersam).  Das Dorf liegt an der Einmündung des Baches Němčanský potok in die Leska. Südöstlich erhebt sich der Podbořanský vrch (328 m), im Süden der Kozí hřbet (412 m) sowie westlich der Kozel (Boxberg, 364 m). Am südlichen Ortsrand liegt das Schloss Krásný Dvůr (Schloss Schönhof), daran schließt sich gegen Südwesten bis Brody der ausgedehnte Englische Landschaftspark an. Über Krásný Dvůr führt die Bahnstrecke Kaštice–Kadaň.
Nachbarorte sind Vitčice, Nové Třebčice und Veliká Ves (Michelsdorf) im Norden, Zlovědice im Nordosten, Vysoké Třebušice im Osten, Rumplák, Podbořany (Podersam) und Hlubany im Südosten, Buškovice im Süden, Nepomyšl (Pomeisl) und Brody im Südwesten, Němčany im Westen sowie Chrašťany im Nordwesten.

## Geschichte

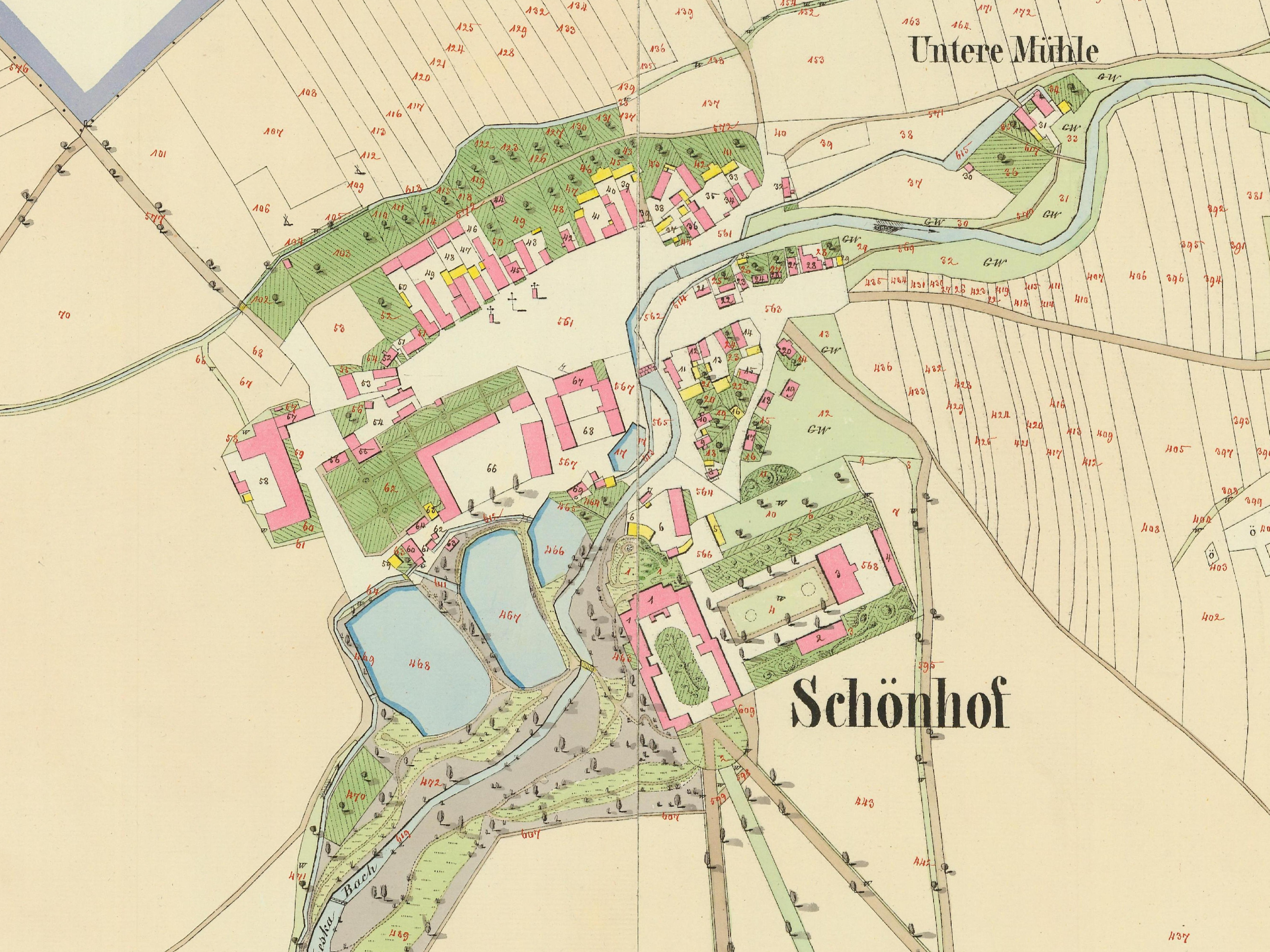
Schönhof auf der Karte von 1843

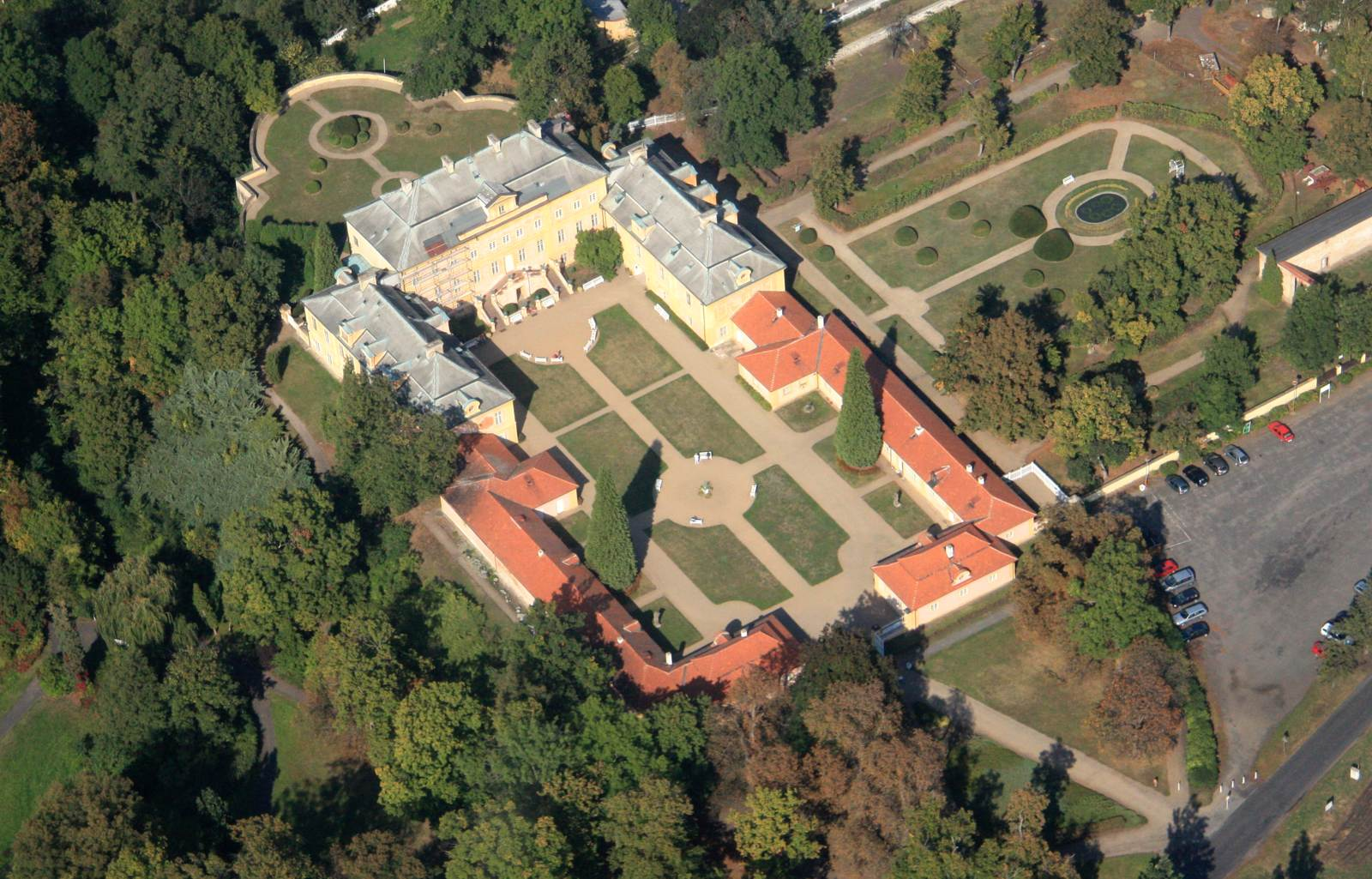
Luftaufnahme von Schloss Schönhof

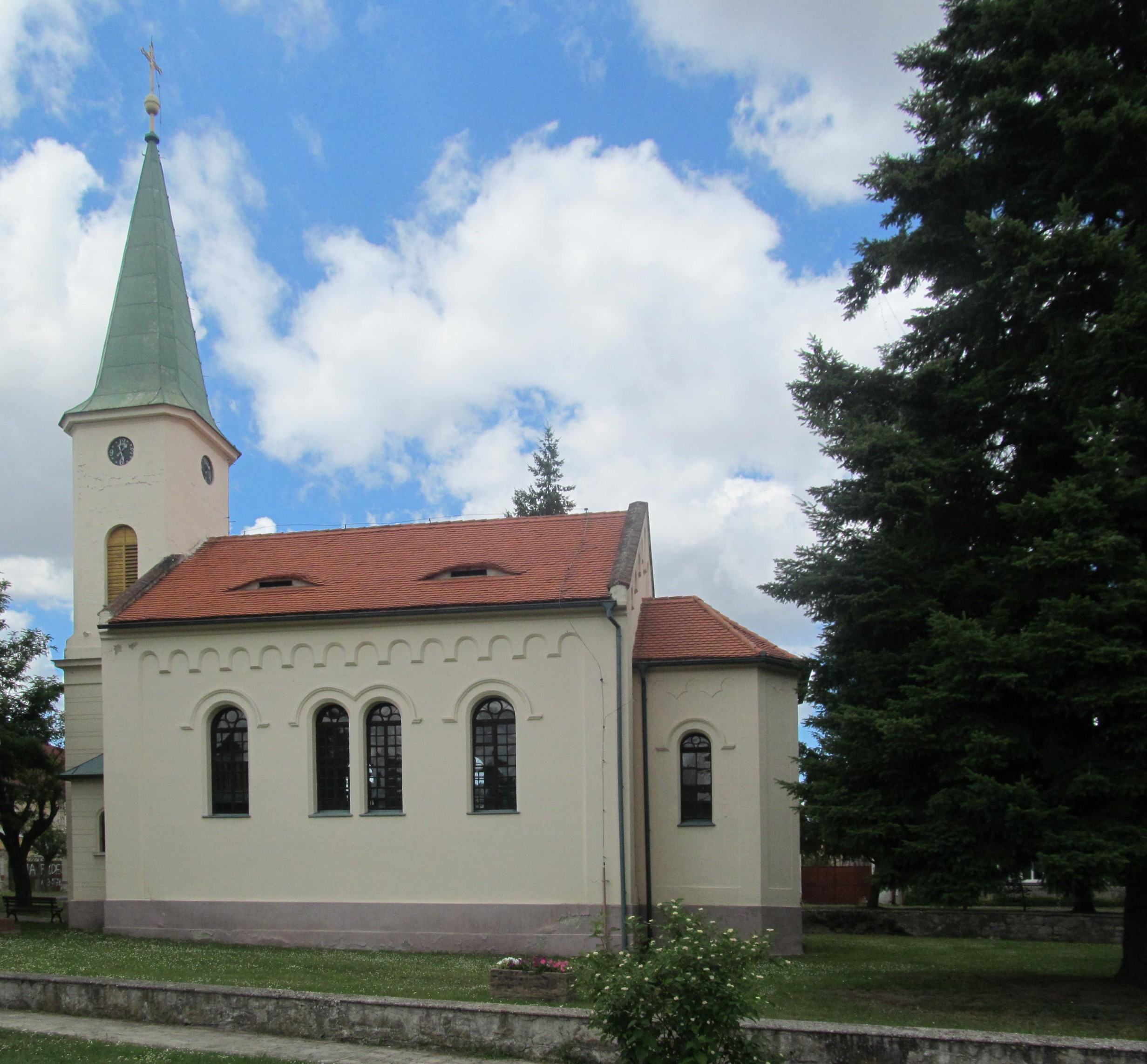
Dorfkirche

Die erste urkundliche Erwähnung des Ortes erfolgte im Jahre 1295 als Sitz des Ritters Wilhelm von Schönhof. Seine Nachfahren, die sich Freimut von Schönhof nannten, hatten ihren Sitz in einer Feste an der Unteren Mühle an der Leska. Zu Beginn des 16. Jahrhunderts ließ Václav Pětipeský von Chýše eine weitere, die Obere Feste anlegen. Diese wurde 1547 wegen Beteiligung am Ständeaufstand konfisziert und gelangte an Johann d. J. Kolowrat-Mastowsky, der sie zu einem Renaissanceschloss umbauen ließ. Der Untere Feste der Freimut von Schönhof erlosch. 1649 erwarb Hermann Czernin von Chudenitz die Herrschaft Schönhof. Zwischen 1719 und 1724 gestaltete Franz Maximilian Kaňka das Schloss für Franz Josef Czernin von Chudenitz zu einem Barockbau um. In den Jahren 1783 bis 1793 entstand südwestlich des Schlossparkes im Auftrag von Johann Rudolf Czernin von und zu Chudenitz ein großer Englischer Landschaftspark. 1810 war Johann Wolfgang von Goethe zu Gast bei Johann Rudolf Graf Czernin. Die erste Schule im Dorf wurde 1812 eingerichtet. 1828 lebten in Schönhof 334 Menschen.
Nach der Aufhebung der Patrimonialherrschaften bildete Schönhof ab 1850 eine politische Gemeinde im Bezirk Podersam. 1881 nahm die Österreichische Lokaleisenbahngesellschaft die Bahnstrecke von Kaschitz nach Schönhof in Betrieb, 1884 wurde die Strecke bis Radonitz fortgeführt. Im Jahre 1921 hatte Schönhof 689 Einwohner, diese gehörten zu 92 % der deutschen Volksgruppe an. 1923 eröffnete eine tschechische Minderheitenschule. 1930 hatte die Gemeinde 721 Einwohner.
Nach dem Münchner Abkommen kam Schönhof an das Deutsche Reich und gehörte bis 1945 zum Landkreis Podersam im Reichsgau Sudetenland, Regierungsbezirk Eger. 1939 lebten in der Gemeinde 622 Menschen. Nach dem Ende des Zweiten Weltkrieges wurde die deutsche Bevölkerung vertrieben. Die Güter der Grafen Czernin von und zu Chudenitz wurden 1945 enteignet.
Seit 1961 gehört Krásný Dvůr zum Okres Louny, zugleich wurden Brody, Chotěbudice, Chrašťany, Němčany und Vysoké Třebušice (mit Zlovědice) eingemeindet. 1995 wurde Krásný Dvůr zum Dorf des Jahres in der Region Chomutov gekürt.

### Demographie
| Jahr | Einwohner | Anmerkungen                |
| ---- | --------- | -------------------------- |
| 1900 | 752       | deutsche Einwohner         |
| 1921 | 689       | zu 92 % deutsche Einwohner |
| 1930 | 721       | [ 4 ]                      |
| 1939 | 622       | [ 4 ]                      |

## Gemeindegliederung
Die Gemeinde Krásný Dvůr besteht aus den Ortsteilen Brody (Pröllas), Chotěbudice (Kettowitz), Chrašťany (Groschau), Krásný Dvůr (Schönhof), Němčany (Niemtschau), Vysoké Třebušice (Hohen Trebetitsch) und Zlovědice (Lobeditz). Das Gemeindegebiet bildet den Katastralbezirk Krásný Dvůr.

## Sehenswürdigkeiten
- Barockschloss Krásný Dvůr mit Schlosskapelle St. Hubertus, Schlosspark, Schlossteich und der – inzwischen abgestorbenen – tausendjährigen Goetheeiche
- Englischer Park, angelegt zwischen 1783 und 1793 durch Rudolf Födisch. Im Park befinden sich u. a. ein Gotischer Tempel, Chinesischer Pavillon, Wasserfall, steinerner Aussichtsturm, eine Einsiedelei und ein Obelisk.
- Schloss Brody, errichtet in der 1. Hälfte des 18. Jahrhunderts für Franz-Josef Czernin von und zu Chudenitz, heute verfallen und nicht zugänglich
- Kirche, 1994 vorgerichtet
- barocke Kapelle der hl. Anna in Vysoké Třebušice, errichtet in der Mitte des 18. Jahrhunderts
- Ruine der Kirche des hl. Stephan, westlich von Chotěbudice, der aus dem 13. Jahrhundert stammende Bau verfiel nach 1945 und stürzte ein
- Kirche des hl. Michael an der Leska bei Zlovědice, der um 1750 errichtete Barockbau befindet sich in einem ruinösen Zustand

## Söhne und Töchter der Gemeinde
- Franz Klutschak (1814–1886), deutschböhmischer Journalist, Chefredakteur und Herausgeber der Zeitung Bohemia
- Adalbert Schindelar (1865–1926), Theologe
- Josef Johann Horschik (1874–1955), deutscher Schriftsteller
- Ludwig Pohnert (1885–1964), österreichischer Gymnasialdirektor, Germanist und Autor (geboren in Kettowitz)
- Franz Viereckl (1892–unbekannt), tschechoslowakischer Politiker deutscher Nationalität
- Jan Kubr (1934–2017), tschechischer Radrennfahrer